# Stopplaats Barneveld Kruispunt
Stopplaats Barneveld Kruispunt is een voormalige stopplaats aan de Kippenlijn, de spoorlijn Nijkerk - Ede. Deze spoorlijn kruiste met een viaduct de spoorlijn Amsterdam - Zutphen (Oosterspoorweg), onder dit viaduct lag het station Barneveld-Voorthuizen. Aan de Kippenlijn werd een halte Kruispunt geopend zodat reizigers hier konden overstappen.
In 1937 werd de treindienst op de Kippenlijn tussen Nijkerk en Barneveld opgeheven, nabij het kruispunt werd een verbindingsboog aangelegd zodat er treinen konden gaan rijden tussen Amersfoort en Ede-Wageningen. Aan deze verbindingsboog kwam een nieuwe halte, die ook Barneveld-Voorthuizen heette maar later hernoemd werd in Barneveld Noord. De stopplaats Kruispunt werd opgeheven.
0: Nijkerk · 
Driedorp · 
Appel · 
Dusschoten · 
10: Voorthuizen · 
Kruispunt · 
13: Barneveld Noord · 
15: Barneveld Centrum · 
Meulunteren · 
22: Lunteren · 
Doesburgerbuurt · 
Stompekamp · 
Ede gemeentehuis · 
28: Ede Centrum · 
30: Ede-Wageningen
Huidige stations:
Aalten ·
Apeldoorn · 
-De Maten · 
-Osseveld ·
Arnhem:
-Centraal · 
-Presikhaaf · 
-Velperpoort · 
-Zuid ·
Barneveld:
-Centrum · 
-Noord ·
-Zuid ·
Beesd ·
Brummen ·
Culemborg ·
Didam ·
Dieren ·
Doetinchem · 
-De Huet · 
Duiven ·
Ede:
-Centrum ·
-Wageningen ·
Elst ·
Ermelo ·
Gaanderen · 
Geldermalsen ·
't Harde ·
Harderwijk ·
Hemmen-Dodewaard ·
Kesteren ·
Klarenbeek ·
Lichtenvoorde-Groenlo ·
Lochem ·
Lunteren ·
Nijkerk ·
Nijmegen · 
-Dukenburg · 
-Goffert · 
-Heyendaal · 
-Lent ·
Nunspeet · 
Oosterbeek ·
Opheusden ·
Putten ·
Rheden ·
Ruurlo ·
Terborg ·
Tiel · 
-Passewaaij ·
Twello · 
Varsseveld · 
Veenendaal-De Klomp · 
Velp · 
Voorst-Empe · 
Vorden · 
Wehl ·
Westervoort · 
Wezep · 
Wijchen ·
Winterswijk · 
-West · 
Wolfheze · 
Zaltbommel · 
Zetten-Andelst · 
Zevenaar · 
Zutphen
Voormalige stations: lijst van voormalige spoorwegstations in Gelderland